# Prieto Diaz
Prieto Diaz est une localité de la province de Sorsogon, aux Philippines. En 2015, elle compte 22 442 habitants.